# Айрин Райан
Айрин Райан (англ. Irene Ryan, наст. имя Джесси Ноблитт, 17 октября 1902 — 26 апреля, 1973) — американская актриса, которая выступала в водевилях, на радио, в кино, на телевидении и бродвейской сцене.
Хотя Райан появилась в более пятидесяти голливудских кинофильмах в период 1930—1950-х годов, она наиболее известна по роли в комедийном сериале «Деревенщина из Беверли-Хиллз» (1962—1971), за которую она получила две номинации на премию «Эмми».
Была замужем за актёром Тимом Райаном.
Райан умерла в апреле 1973 года после инсульта, который был вызван опухолью головного мозга, о которой она не знала, во время выступления в бродвейском мюзикле «Пиппин».

## Награды и номинации
- «Эмми»
  - 1963 — Премия «Эмми» за лучшую женскую роль в комедийном телесериале — «Деревенщина из Беверли-Хиллз» (номинация)
  - 1964 — Премия «Эмми» за лучшую женскую роль в комедийном телесериале — «Деревенщина из Беверли-Хиллз» (номинация)

«Тони»
  - 1973 — Премия «Тони» за лучшую женскую роль второго плана в мюзикле — «Пиппин» (номинация)